# Voll (Rauma)
Voll és un poble situat al municipi de Rauma, comtat de Møre og Romsdal, Noruega. El poble està situat al llarg del fiord de Romsdal, a uns 20 quilòmetres a l'oest de la ciutat d'Åndalsnes. La ruta europea E136 passa a través de Voll, que connecta amb els pobles de Vågstranda i d'Innfjorden.
El poble, de 0,71 quilòmetres quadrats, té una població de 494 habitants (2013), el que dona al poble una densitat de població de 696 habitants per quilòmetre quadrat. Voll també compta amb una església.
Aquí viu Kílian Jornet i Burgada.